# Wyżnia Garajowa Rówień
Wyżnia Garajowa Rówień – rówień w dolinie Niewcyrka w słowackich Tatrach Wysokich. Znajduje się po orograficznie prawej stronie Niewcyrskiego Potoku, na wysokości około 1750 m. Dno Niewcyrki staje się tutaj zupełnie poziome. Władysław Cywiński w 2008 r. pisał o tej równi: łany kosówki zmieniają się w izolowane kępy, kanion z Niewcyrskim Potokiem zmienia się w moczarowate rozlewiska. Od północnej strony na rówień opada częściowo skalisty, częściowo trawiasty stok Pośredniej Garajowej Turni i Zadniej Garajowej Turni. Po prawej stronie stoku tej ostatniej  na rówień opada wielkie żlebisko spod Skrajnej Bednarzowej Ławki.
Nazwę tej formacji nadał Władysław Cywiński w 14 tomie przewodnika wspinaczkowego Tatry. Grań Hrubego. Nawiązał do nazw innych Garajowych obiektów w Grani Hrubego, którym nazwę nadał w 1956 r. Witold Henryk Paryski. Pochodzą one od niejakiego Garaja, wspólnika Juraja Jánošíka.
Przez Wyżnią Garajową Rówień prowadzi ścieżka do Niewcyrki, na równi tej zaczynają się także niektóre drogi wspinaczkowe w Grani Hrubego. Obecnie jednak cała Niewcyrka jest obszarem ochrony ścisłej TANAP-u z zakazem wstępu.